# Romano Perticone
Romano Perticone (* 13. srpna 1986, Melzo, Itálie) je italský fotbalista v současnosti hrající za druholigový italský klub AS Cittadella. Prošel juniorkou klubu AC Milán.

## Přestupy
- z AC Milán do AS Livorno Calcio za 1 200 000 Euro
- z AS Livorno Calcio do UC Sampdoria za 400 000 Euro (hostování)

## Hráčská statistika
| Sezóna  | Klub                | Liga     | Liga   | Liga | Ligové poháry | Ligové poháry | Ligové poháry | Kontinentální poháry | Kontinentální poháry | Kontinentální poháry | Celkem | Celkem |
| Sezóna  | Klub                | Soutěž   | Zápasy | Góly | Soutěž        | Zápasy        | Góly          | Soutěž               | Zápasy               | Góly                 | Zápasy | Góly   |
| ------- | ------------------- | -------- | ------ | ---- | ------------- | ------------- | ------------- | -------------------- | -------------------- | -------------------- | ------ | ------ |
| 2004/05 | AC Milán            | Serie A  | 1      | 0    | IP            | 0             | 0             | LM                   | 0                    | 0                    | 1      | 0      |
| 2005/06 | AS Pizzighettone    | Serie C1 | 22     | 0    | -             | 0             | 0             | -                    | 0                    | 0                    | 22     | 0      |
| 2006/07 | Hellas Verona FC    | Serie B  | 13     | 0    | IP            | 1             | 0             | -                    | 0                    | 0                    | 14     | 0      |
| 2007/08 | US Cremonese        | Serie C1 | 27     | 2    | -             | 0             | 0             | -                    | 0                    | 0                    | 27     | 2      |
| 2008/09 | AS Livorno Calcio   | Serie B  | 38     | 1    | IP            | 1             | 0             | -                    | 0                    | 0                    | 39     | 1      |
| 2009/10 | AS Livorno Calcio   | Serie A  | 26     | 0    | IP            | 2             | 0             | -                    | 0                    | 0                    | 28     | 0      |
| 2010/11 | AS Livorno Calcio   | Serie B  | 22     | 2    | IP            | 2             | 0             | -                    | 0                    | 0                    | 24     | 2      |
| 2011    | UC Sampdoria        | Serie A  | 0      | 0    | IP            | 0             | 0             | -                    | 0                    | 0                    | 0      | 0      |
| 2011/12 | AS Livorno Calcio   | Serie B  | 14     | 0    | IP            | 2             | 0             | -                    | 0                    | 0                    | 16     | 0      |
| 2012    | Modena FC           | Serie B  | 14     | 0    | -             | 0             | 0             | -                    | 0                    | 0                    | 14     | 0      |
| 2012/13 | Novara Calcio       | Serie B  | 30     | 2    | IP            | 1             | 0             | -                    | 0                    | 0                    | 31     | 2      |
| 2013/14 | Novara Calcio       | Serie B  | 35     | 0    | IP            | 2             | 0             | -                    | 0                    | 0                    | 37     | 0      |
| 2014    | Novara Calcio       | Serie C  | 1      | 0    | IP            | 1             | 0             | -                    | 0                    | 0                    | 2      | 0      |
| 2014/15 | Empoli FC           | Serie A  | 0      | 0    | IP            | 0             | 0             | -                    | 0                    | 0                    | 0      | 0      |
| 2015    | Trapani Calcio      | Serie B  | 14     | 0    | -             | 0             | 0             | -                    | 0                    | 0                    | 14     | 0      |
| 2015/16 | Trapani Calcio      | Serie B  | 40     | 1    | IP            | 2             | 1             | -                    | 0                    | 0                    | 42     | 2      |
| 2016/17 | Cesena FC           | Serie B  | 27     | 0    | IP            | 4             | 0             | -                    | 0                    | 0                    | 31     | 0      |
| 2017/18 | Cesena FC           | Serie B  | 30     | 0    | IP            | 2             | 0             | -                    | 0                    | 0                    | 32     | 0      |
| 2018/19 | US Salernitana 1919 | Serie B  | 10     | 0    | IP            | 0             | 0             | -                    | 0                    | 0                    | 10     | 0      |
| 2019/20 | AS Cittadella       | Serie B  | 23     | 0    | IP            | 1             | 0             | -                    | 0                    | 0                    | 24     | 0      |
| 2020/21 | AS Cittadella       | Serie B  | ?      | ?    | IP            | ?             | ?             | -                    | 0                    | 0                    | ?      | ?      |
| Celkově | Celkově             | Celkově  | 387    | 8    | -             | 21            | 1             | -                    | 0                    | 0                    | 408    | 9      |